# Aymarasilus inti
Aymarasilus inti är en tvåvingeart som beskrevs av Artigas 1974. Aymarasilus inti ingår i släktet Aymarasilus och familjen rovflugor. Inga underarter finns listade i Catalogue of Life.